# Phước Hải, Thành phố Hồ Chí Minh
Phước Hải là một xã thuộc Thành phố Hồ Chí Minh, Việt Nam.

## Địa lý
Thị trấn Phước Hải nằm ở phía nam huyện Long Đất, cách thành phố Bà Rịa khoảng 18 km về phía đông nam, có vị trí địa lý:
- Phía tây giáp thị trấn Long Hải và các xã Phước Hưng, Tam An
- Phía đông giáp xã Phước Hội
- Phía nam giáp Biển Đông
- Phía bắc giáp thị trấn Đất Đỏ.

Thị trấn Phước Hải có diện tích 28,92 km², dân số năm 2023 là 30.545 người, mật độ dân số đạt 1.056 người/km².

## Hành chính
Thị trấn Phước Hải được chia thành 13 khu phố: Hải An, Hải Lạc, Hải Phúc, Hải Sơn, Hải Tân, Hải Trung, Lộc An, Mỹ An, Mỹ Hòa, Mỹ Thuận, Phước An, Phước Điền, Phước Trung.

## Lịch sử
Dưới thời nhà Nguyễn, Phước Hải là một làng thuộc tổng Phước Hưng Thượng, huyện Phước An, phủ Phước Tuy, tỉnh Biên Hòa.
Đến thời Pháp thuộc, tỉnh Bà Rịa được thành lập, làng Phước Hải lúc này thuộc tổng Phước Hưng Thượng, quận Long Điền, tỉnh Bà Rịa.
Dưới thời Việt Nam Cộng hòa, Phước Hải là một xã thuộc quận Đất Đỏ, tỉnh Phước Tuy.
Ngày 6 tháng 9 năm 1973, Bộ Nội vụ Việt Nam Cộng hòa ký nghị định số 420-BNV/HCĐP/26 về việc sáp nhập quần đảo Trường Sa (gồm các đảo Trường Sa, An Bang, Thái Bình (nguyên văn), Song Tử Đông, Song Tử Tây, Loại Ta, Thị Tứ, Nam Ai (nguyên văn), Sinh Tồn và các đảo phụ cận) vào xã Phước Hải.
Sau năm 1975, chính quyền sáp nhập quận Đất Đỏ với quận Long Điền thành huyện Long Đất, xã Phước Hải thuộc huyện Long Đất.
Ngày 30 tháng 10 năm 1995, Chính phủ ban hành Nghị định số 71-CP về việc thành lập xã Lộc An trên cơ sở 461,7 ha diện tích tự nhiên và 1.461 người của xã Phước Hải; 1.181,8 ha diện tích tự nhiên và 512 người của xã Phước Long Hội; 176,7 ha diện tích tự nhiên của xã Láng Dài.
Sau khi điều chỉnh địa giới hành chính, xã Phước Hải còn lại 1.415 ha diện tích tự nhiên và 18.358 người.
Ngày 9 tháng 12 năm 2003, Chính phủ ban hành Nghị định số 152/2003/NĐ-CP về việc:
- Điều chỉnh 207,33 ha diện tích tự nhiên của thị trấn Long Hải về xã Phước Hải quản lý
- Chuyển xã Phước Hải về huyện Đất Đỏ mới thành lập.

Sau khi điều chỉnh địa giới hành chính, xã Phước Hải có 1.592,94 ha diện tích tự nhiên và 20.720 người.
Ngày 11 tháng 12 năm 2006, Chính phủ ban hành Nghị định số 149/2006/NĐ-CP về việc thành lập thị trấn Phước Hải thuộc huyện Đất Đỏ trên cơ sở toàn bộ 1.655,58 ha diện tích tự nhiên và 20.923 người của xã Phước Hải.
Ngày 24 tháng 10 năm 2024, Ủy ban Thường vụ Quốc hội ban hành Nghị quyết số 1256/NQ-UBTVQH15 về việc sắp xếp đơn vị hành chính cấp huyện, cấp xã của tỉnh Bà Rịa – Vũng Tàu giai đoạn 2023 – 2025 (nghị quyết có hiệu lực từ ngày 1 tháng 1 năm 2025). Theo đó:
- Thành lập huyện Long Đất trên cơ sở huyện Long Điền và huyện Đất Đỏ. Khi đó, thị trấn Phước Hải thuộc huyện Long Đất.
- Sáp nhập toàn bộ 12,98 km² diện tích tự nhiên và quy mô dân số là 4.609 người của xã Long Mỹ vào thị trấn Phước Hải.

Thị trấn Phước Hải có 28,92 km² diện tích tự nhiên và quy mô dân số là 30.545 người.